# 須々万沼城
須々万沼城 （すすまぬまじょう）は、周防国都濃郡（山口県周南市須々万本郷）にあった日本の城。

## 概要
標高の低い丘の最上部に本丸を配した城で、険阻な城郭ではないが、当時は城の三方を沼に囲まれており、攻め難い城であったとされる。

## 沿革
須々万沼城は室町時代に築かれたとされるが、築城者は不明。
戦国時代の弘治元年（1555年）からの毛利元就による防長経略では、鞍掛合戦に続く大きな戦となった。
大内氏の家臣･山崎興盛、江良賢宣らが籠城して、攻め寄せる毛利軍と度々戦った。小辻川を堰き止めて防備を強化して必死に抵抗したが、毛利軍は筵で沼を埋め立て、火縄銃で城内に射撃をして、城兵の戦意を喪失させていった。ついに弘治3年（1557年）に、城内へ毛利軍が乱入。城内に籠った一般人の老若男女1,500人（3,000人とする説もある）も斬殺され、城将山崎興盛・隆次親子は自害、城主の江良賢宣は城を出て降伏、須々万沼城は落城した。
城は落城後に廃城となったと思われる。

## 現在

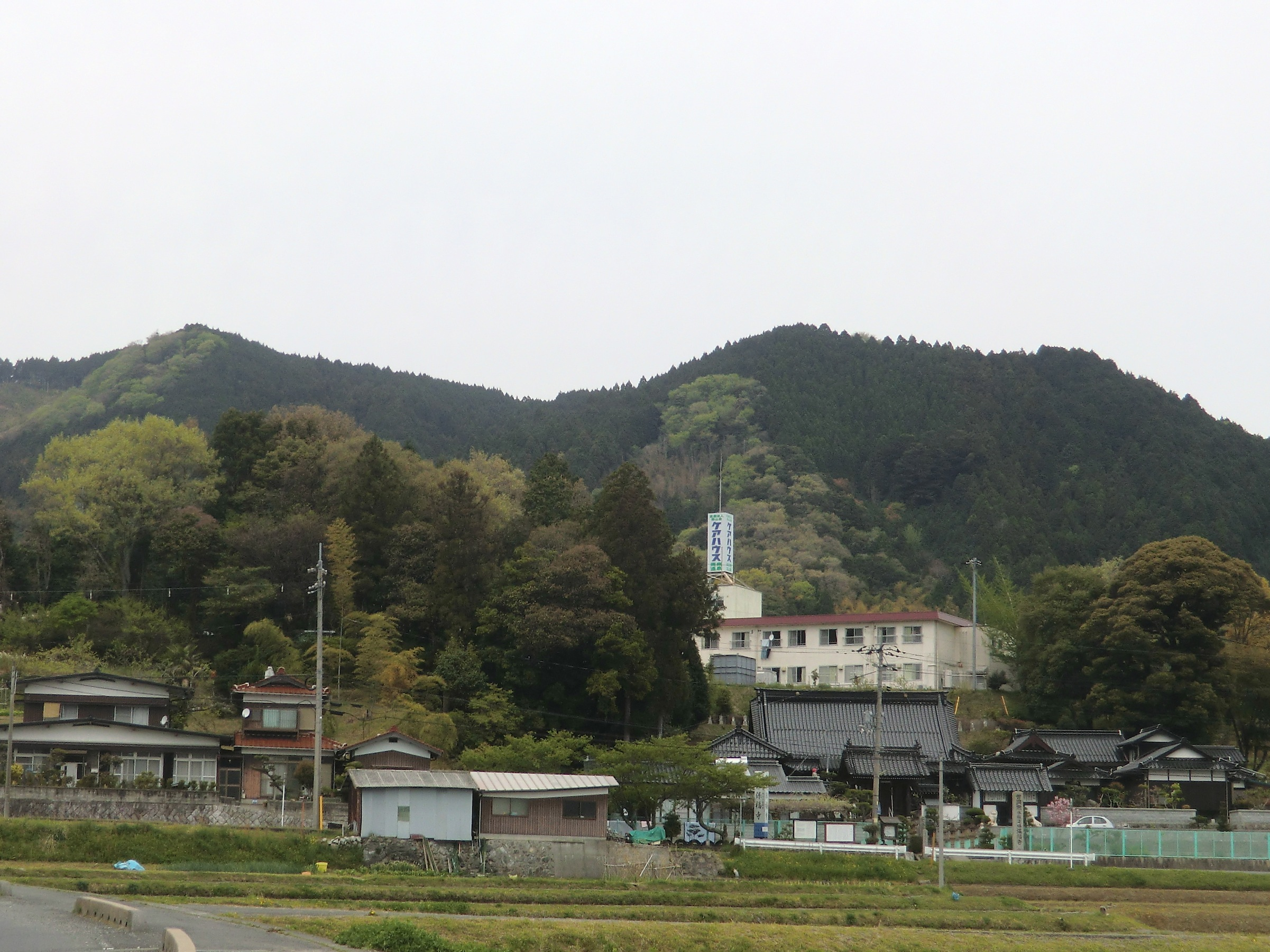
沼城跡の遠景

現在の城跡は住宅や各種施設が建っており、遺構は残っていない。保福寺の正門前に説明板、裏手に沼城址の碑と説明板が建てられている。
なお、須々万地区を校区とする小学校は周南市立沼城（ぬまぎ）小学校で、沼城の名を校名にとどめて歴史を刻んでいる。
また、須々万にある山口県立徳山北高等学校の校歌にも「桜花　散るをも待たで沼城に　命を絶ちし名将の　心知らずや」の一節がある。